# Eisgarn
Eisgarn là một thị trấn ở huyện Gmünd thuộc bang Niederösterreich nước Áo. Đô thị Eisgarn có diện tích 22,49 km², dân số năm 2001 là 694 người.